# باولو خوليو كليمنت
ساو خوليو «بي جي» مورايس كليمنت (21 ديسمبر 1964 - 28 نوفمبر 2016) كان صحفي ومعلق رياضي برازيلي وكان يعمل مؤخرا في قناة فوكس الرياضية البرازيلية ولقد توفي في يوم 28 نوفمبر 2016 عقب كارثة رحلة خطوط لاميا الجوية 2933.